# Piero Nardi
Piero Nardi (Vicenza, 6 agosto 1891 – Vicenza, 9 giugno 1974) è stato un italianista e critico letterario italiano.

## Biografia
Nato a Vicenza nel 1891, orfano del padre, appassionato di letteratura, nel 1911 Piero Nardi s'iscrisse alla facoltà di lettere dell'Università di Padova ove si laureò nel 1914. Durante gli anni universitari ebbe modo di frequentare il futuro germanista Vincenzo Errante e il poeta Diego Valeri.

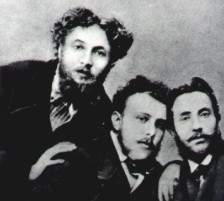
Gli scapigliati Praga, Dossi e Conconi

Supplente in una scuola secondaria di Vicenza, allo scoppio della guerra, rinunciò alla possibilità di essere riformato e partì volontario. Dopo il conflitto, continuò a insegnare spostandosi in varie città italiane.

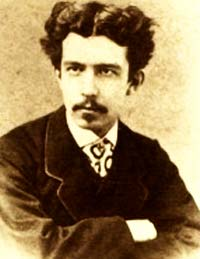
Antonio Fogazzaro

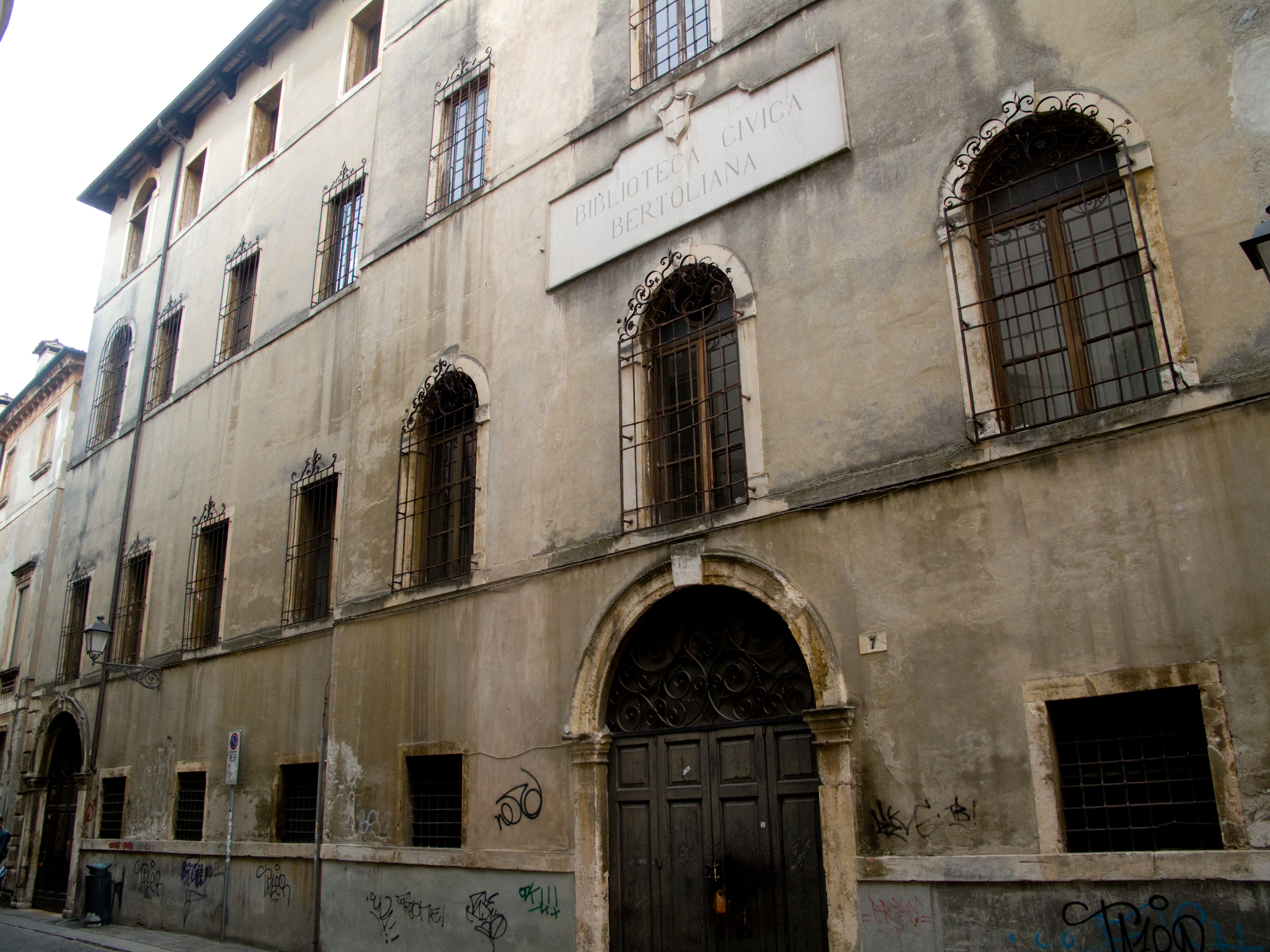
La Biblioteca Civica Bertoliana di Vicenza custodisce scritti e documenti di Nardi

Nel 1923, riprendendo l'argomento della tesi di laurea, pubblicò il saggio Scapigliatura. Da Giuseppe Rovani a Carlo Dossi che, premiato dall'Accademia dei Lincei, lo segnalò all'attenzione degli ambienti letterari.
Tra le sue  pubblicazioni posteriori, si possono segnalare Novecentismo. Abbozzi e cartoni del 1926, dedicato alla letteratura italiana del secolo scorso, e le edizioni scolastiche annotate dell'Orlando furioso (1927) e della Gerusalemme liberata (1929), ristampate più volte.
Nardi ebbe un particolare interesse per Antonio Fogazzaro di cui poté consultare autografi e abbozzi e per il quale scrisse saggi critici e biografici, curandone, inoltre, l'opera omnia Tutte le opere di Antonio Fogazzaro, pubblicata in quindici volumi da Mondadori negli anni 1931-1945.
Collaborò, inoltre, con varie riviste letterarie quali la prestigiosa Nuova Antologia ancora attiva, La Fiera Letteraria, Pegaso fondata da Ugo Ojetti, specializzata nell'ambito della letteratura italiana moderna e contemporanea ed ossequiente al regime fascista, il Giornale storico della letteratura italiana nonché con il quotidiano bolognese il Resto del Carlino. Proseguì, nello stesso periodo, l'attività di redazione di antologie, spesso rivolte al mondo scolastico e la pubblicazione di testi annotati di autori classici. Ancora per l'editore Mondadori, curò l'edizione dell'opera omnia dello scrittore inglese Lawrence, del quale pubblicò nel 1947 anche una biografia (La vita di D. H. Lawrence). Nel 1949, sempre per Mondadori, Nardi pubblicò Vita e tempo di Giuseppe Giacosa che gli valse, nel 1952, il Premio Marzotto.
Nel 1956 fu chiamato alla direzione dell'Ufficio stampa della Fondazione Cini, per la quale curò anche alcuni volumi con le lezioni del Corso internazionale di alta cultura, promosso dalla Fondazione.
Nei suoi ultimi anni di vita donò alla Biblioteca Civica Bertoliana di Vicenza i suoi scritti, libri e documenti della sua biblioteca; le lettere scambiate con esponenti della cultura italiana quali Croce, Ada Negri, Diego Valeri, Pietro Pancrazi; lettere, autografi e abbozzi di Fogazzaro, autore che come già detto, fu oggetto particolare dei suoi studi. Altro materiale documentario di Nardi è conservato presso la Fondazione Cini e la Biblioteca Benedetto Croce di Palazzo Filomarino a Napoli.
Mori nella città natale nel 1974, a ottantadue anni.

## Curiosità
- In una scena della miniserie Le ali della vita 2, viene letto un passo di Tutte le poesie di David Herbert Lawrence nella traduzione di Nardi.

## Opere
- Arrigo Boito. Saggio critico, Estr. da "Rassegna Nazionale", Firenze, Rassegna Nazionale, 1915.
- Renato Serra, Roma, Tip. Unione Ed., 1917.
- Scapigliatura. Da Giuseppe Rovani a Carlo Dossi, Bologna, Nicola Zanichelli, 1923. Nuova ed.: Milano, Mondadori, 1968.
- L'arte di Carlo Goldoni, Estr. da "Rivista d'Italia", Milano, Unitas, 1925.
- Novecentismo. Abbozzi e cartoni, Milano, Unitas, 1926.
- Vita di Arrigo Boito, Milano, A. Mondadori, 1942.
- La vita di D. H. Lawrence, Milano, A. Mondadori, 1947. Nuova ed.: Milano, A. Mondadori, 1971.
- Vita e tempo di Giuseppe Giacosa, Milano, Mondadori, 1949. Nuova ed.: Roma, Edizioni di storia e letteratura, 2007. ISBN 978-88-8498-440-1.
- Altri tempi, Venezia, Neri Pozza, 1960.
- Piero Nardi (a cura di), Orlando furioso (Ludovico Ariosto), Milano, Edizioni scolastiche Mondadori, 1966, OCLC 622840649, SBN TO01873092.

### Antologie
- Novelle italiane dal XIV al XIX secolo, scelta, introduzione e note di Piero Nardi, Milano, Unitas, 1928.
- Poesia d'oggi. Antologia critica, Milano, Centauro Editore, 1939.
- Tempi nostri. Antologia italiana per la scuola media inferiore, Firenze, Sansoni, 1940.
- Prisma. Antologia per la scuola media, Milano, Edizioni scolastiche Mondadori, 1952.

### Curatele, introduzioni e annotazioni
- Carlo Goldoni, Commedie,  a cura di Piero Nardi con uno studio introduttivo e note, 2 voll., Milano, Soc. Editrice Unitas, 1926.
- Ludovico Ariosto, L'Orlando furioso, canti scelti, collegati e annotati ad uso delle scuole medie superiori da Piero Nardi, Milano, A. Mondadori, 1927.
- Ludovico Ariosto, Ludovovico Ariosto, Orlando Furioso, Con introduzione e commento di Piero Nardi, a cura di Piero Nardi, Milano, Mondadori, 1966, OCLC 622840649.
- Torquato Tasso, La Gerusalemme liberata, canti scelti, collegati e annotati ad uso delle scuole medie superiori da Piero Nardi, Milano, A. Mondadori, 1929.
- Carlo Dossi, Le più belle pagine scelte da Piero Nardi, Milano- Roma, Treves-Treccani-Tumminelli Edit. Tip., 1932.
- Antonio Fogazzaro, Tutte le opere, a cura di Piero Nardi , 15 voll., Milano, A. Mondadori, 1931-1945.
- Publio Virgilio Marone, L'Eneide; tradotta da Annibal Caro,  brani organicamente scelti collegati e annotati da Remigio Marini e Piero Nardi, Torino, Paravia, 1936.
- Alessandro Manzoni, I promessi sposi, col commento di Piero Nardi, Milano-Verona, A. Mondadori, 1940. Nuova ed.: Milano, Edizioni scolastiche Bruno Mondadori, 1989. ISBN 88-424-3008-0.
- David Herbert Lawrence, Tutte le opere di D. H. Lawrence, a cura di Piero Nardi , Milano, A. Mondadori, 1947. Nuova ed.: Milano, A. Mondadori, 1971-1975.
- Giuseppe Giacosa, Teatro di Giuseppe Giacosa, con prefazione e a cura di Piero Nardi, Milano, A. Mondadori, 1948. Nuova ed. Milano, A. Mondadori, 1968.